# 1983... (A Merman I Should Turn to Be)
1983... (A Merman I Should Turn to Be) è un brano musicale registrato nel 1968 dalla band rock The Jimi Hendrix Experience per essere inserito nel terzo album in studio, Electric Ladyland. Scritta e prodotta da Jimi Hendrix, la canzone vede la partecipazione del flautista Chris Wood dei Traffic, e con una durata di oltre 13 minuti è la seconda traccia più lunga mai pubblicata dal gruppo (dopo "Voodoo Chile").
Il brano è stato reinterpretato, fra gli altri, dalla Gil Evans Orchestra, dai Christian Death e da Laurie Anderson. La conclusione di Land, brano di Patti Smith dall'album Horses è un tributo al brano di Jimi Hendrix.

## Registrazione e produzione
La prima versione del brano fu registrata da Hendrix, con sola chitarra e voce, in un appartamento di New York nel marzo 1968; questa versione demo fu poi pubblicata nel 1995 all'interno del disco di accompagnamento del libro Voodoo Child: The Illustrated Legend of Jimi Hendrix.Nel 2018, fu inclusa come traccia bonus nella 50th Anniversary Edition di Electric Ladyland. 
La prima registrazione del brano con la band ebbe luogo presso i Sound Center Studios di New York il 13 marzo 1968. Il 22 aprile 1968 la base musicale fu completata al Record Plant con Hendrix, Mitch Mitchell alla batteria e Chris Wood, allora membro dei Traffic, al flauto. Ulteriori sovraincisioni furono aggiunte l'8 maggio e la canzone fu completata e mixata al Record Plant il 10 giugno. Nella versione del disco Hendrix canta tutte le parti vocali e suona chitarre, percussioni e il basso (Noel Redding era assente dalla traccia), con Mitchell alla batteria e Wood al flauto.
La traccia presenta parti di chitarra e flauto al contrario, suoni di gabbiani prodotti manipolando il feedback del microfono e un flexatone che riproduce il suono di una campana. A quel tempo, Chas Chandler si era dimesso dal ruolo di produttore e la produzione era guidata da Hendrix stesso, mentre i tecnici del suono erano Eddie Kramer e il proprietario dello studio Gary Kellgren.

## Accoglienza
Nelle recensioni di Electric Ladyland, 1983... (A Merman I Should Turn to Be) è spesso identificata come uno dei brani migliori del disco.  Harry Shapiro e Caesar Glebbeek nel loro libro Jimi Hendrix - Una foschia rosso porpora  la definiscono una «canzone che segna un inizio e una fine. Musicalmente si tratta del primo pezzo in cui viene adottata un'orchestrazione ad ampio respiro facendo uso di tutte le possibilità degli studi Record Plant».
Il critico della BBC Chris Jones, in una recensione del 2007, ha definito il brano un «classico della musica stoned», mentre secondo Piero Scaruffi è  «la sonata d'avanguardia per eccellenza del repertorio Hendrix-iano ( [...] ) una vertigine cosmico-psichedelica che oscilla a lungo fra rumoristica elettronica e improvvisazione jazz per sollevarsi infine in un vento impetuoso, in una progressione incalzante che all'apice dell'orgasmo si capovolge in una vertigine abissale».

## Cover
- L'album The Gil Evans Orchestra Plays the Music of Jimi Hendrix del 1974 contiene una rilettura in chiave jazz della canzone.
- I Christian Death hanno realizzato una cover del brano, intitolata semplicemente 1983, in versione gothic e cantata da Gitane Demone, nell'album The Scriptures del 1987.
- Laurie Anderson ha interpretato il brano nella raccolta Searching for Jimi Hendrix del 1999.[11]
- I Tropical Fuck Storm hanno interpretato il brano nell'EP Submersive Behaviour del 2023.